# فراانباشتگر

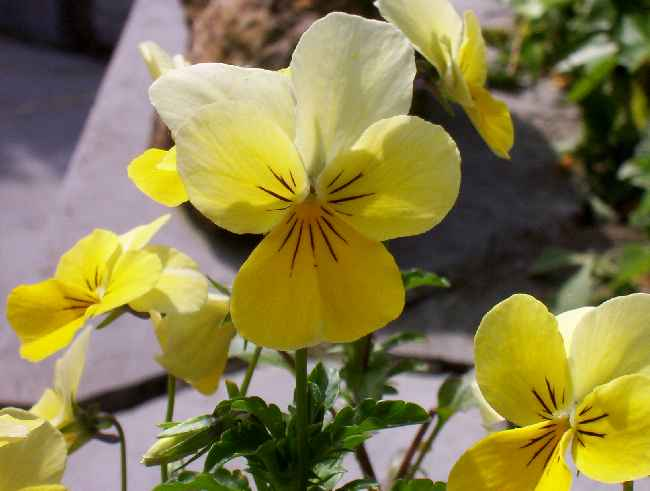
بنفشه لوتیا (Viola lutea subsp. calaminaria)، همچنین به‌عنوان بنفشه روی شناخته می‌شود، در خاک‌های حاوی روی رشد می‌کند.

فراانباشتگر (به انگلیسی: Hyperaccumulator)، گیاهی است که می‌تواند در خاک یا آب با غلظت‌های بالایی از فلزات رشد کند، گیاه فلزات را از طریق ریشه‌هایشان جذب کرده و سطوح بسیار بالایی از فلزات را در بافت‌هایشان متمرکز می‌کند. فلزات در سطوحی متمرکز می‌شوند که برای گونه‌های نزدیک به هم که برای رشد در خاک‌های فلزی سازگار نیستند سمی (Phytotoxin) هستند. در مقایسه با گونه‌های غیرفراانباشتگر، ریشه‌های فراانباشتگر فلز را با سرعت بیشتری از خاک استخراج می‌کنند، آن را سریع‌تر به شاخه‌های خود منتقل می‌کنند و مقادیر زیادی را در برگ‌ها و ریشه‌ها ذخیره می‌کنند. نشان داده شده است که توانایی فراانباشتگر فلزات سمی در مقایسه با گونه‌های مرتبط به‌دلیل بیان ژن متفاوت و تنظیم ژن‌های یکسان در هر دو گیاه است.
گیاهان فراانباشتگر به‌دلیل توانایی آنها در استخراج فلزات از خاک‌های مکان‌های آلوده (گیاه‌پالایی) برای بازگرداندن بوم‌سازگان به حالت کمتر سمی مورد توجه هستند. این گیاهان همچنین دارای پتانسیل استفاده برای استخراج فلزات از خاک‌هایی با غلظت‌های بسیار بالا (معدن‌گیاه) با رشد گیاهان و سپس برداشت آنها برای فلزات موجود در بافت‌هایشان هستند.
مزیت ژنتیکی فراانباشتگر فلزات ممکن است این باشد که سطوح سمی فلزات سنگین در برگ‌ها باعث جلوگیری از گیاه‌خواران یا افزایش سمیت سایر متابولیت‌های ضدگیاه‌خواری می‌شود.

## مبنای فیزیولوژیکی
فلزات عمدتاً در ریشه‌ها انباشته می‌شوند و باعث ایجاد نسبت نامتعادل ساقه به ریشه در غلظت فلزات در بیشتر گیاهان می‌شوند. با این حال، در فراانباشتگرها، نسبت اندام هوایی به ریشه غلظت فلز به‌طور غیرطبیعی در برگ‌ها بیشتر و در ریشه بسیار کمتر است. همان‌طور که این فرایند اتفاق می‌افتد، فلزات به‌عنوان یک توانایی افزایش‌یافته به‌منظور محافظت از ریشه در برابر سمیت فلزات به‌طور مؤثر از ریشه به ساقه منتقل می‌شوند.
غوطه‌ور شدن در بردباری: در سرتاسر تحقیق در مورد فراانباشتگر، معمایی با تحمل وجود دارد. چندین درک مختلف از تحمل مرتبط با انباشت وجود دارد. با این حال، چند شباهت وجود دارد. شواهد نشان می‌دهد که صفات تحمل و انباشت از یکدیگر جدا هستند و با عملکردهای ژنتیکی و فیزیولوژیکی تعدیل می‌شوند. علاوه بر این، عملکردهای فیزیولوژیکی، در رابطه با تحمل، به‌عنوان طرد طبقه‌بندی می‌شوند: زمانی که حرکت فلزات در فصل مشترک خاک/ریشه یا ریشه/شاخه مسدود می‌شود، یا انباشت: زمانی که جذب فلزاتی که غیرسمی شده‌اند به قسمت‌های هوایی گیاه اجازه داده می‌شوند.

### ویژگی‌های عناصر فیزیولوژیکی خاص

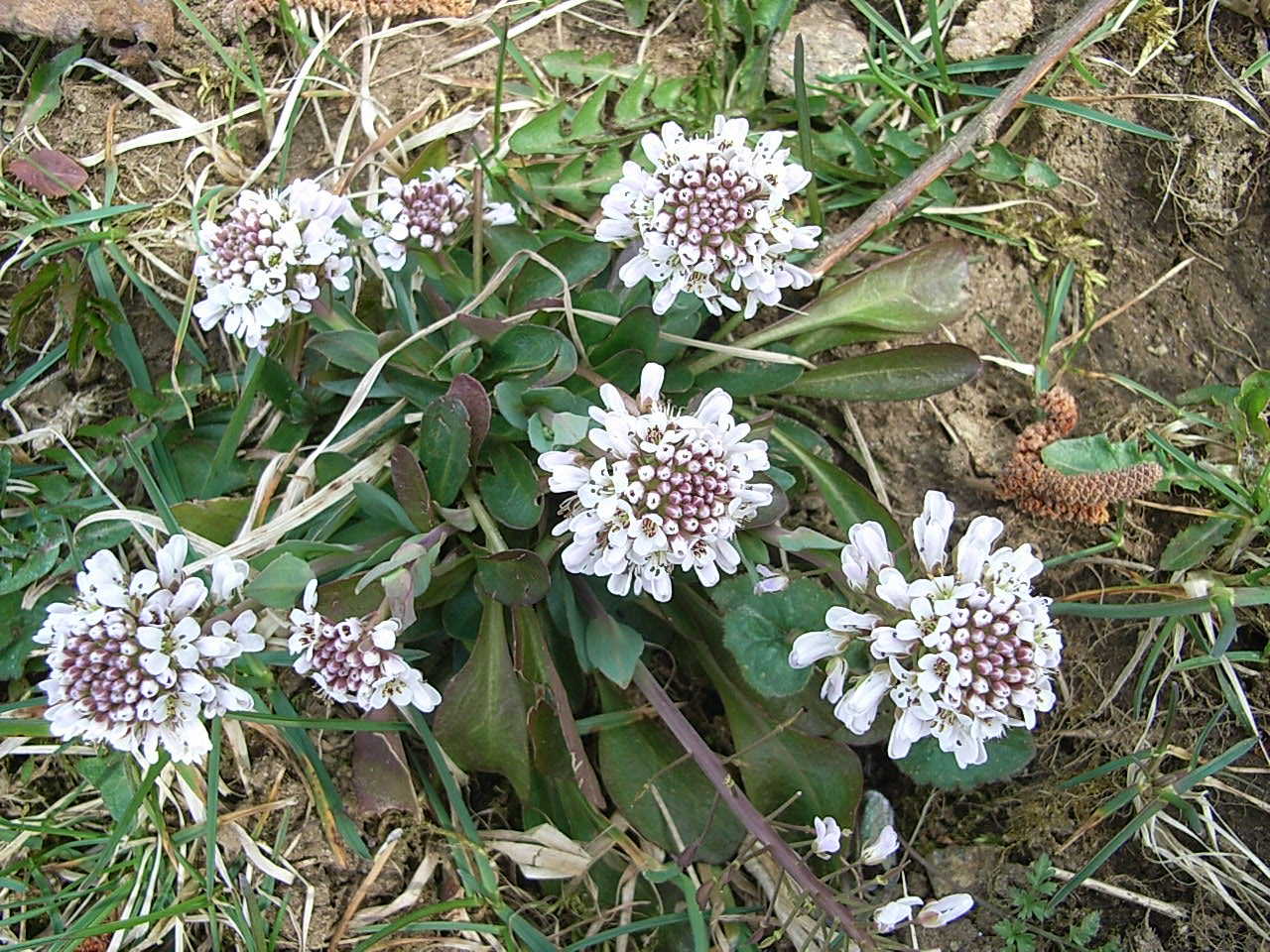
نوکائه سبزآبی

ویژگی‌های خاصی وجود دارد که مختص گونه‌های خاصی است. برای نمونه، هنگامی که با مقدار کمی روی ارائه شد، نوکائه سبزآبی (Noccaea caerulescens) غلظت روی بالاتری در مقایسه با سایر گونه‌های گیاهی غیرانباشتگر داشت. شواهد بیشتر نشان داد که وقتی نوکائه سبزآبی در خاکی با مقدار کافی آلودگی رشد کرد، این گونه مقداری روی را انباشته کرد که ۲۴ تا ۶۰ برابر بیشتر از ترب بود. علاوه بر این، ظرفیت دستکاری تجربی غلظت فلزات خاک با اصلاحات خاک به محققان این امکان را می‌دهد تا حداکثر غلظت خاک را که گونه‌های فراانباشتگر می‌توانند تحمل کنند و حداقل غلظت خاک برای رسیدن به فراانباشتگر را شناسایی کنند. علاوه بر این، با این یافته‌ها، دو دسته متمایز از فراانباشتگر، فعال و غیرفعال افزایش یافت. تجمع فعال با غلظت نسبتاً کم خاک حاصل می‌شود. فراانباشتگر غیرفعال با غلظت بسیار بالای خاک القا می‌شود.

## پایه ژنتیکی
چندین خانواده ژنی در فرآیندهای فراانباشتگر از جمله افزایش جذب و جداسازی فلزات سنگین نقش دارند. این ژن‌های فراانباشتگر (ژن‌های HA) در بیش از ۴۵۰ گونه گیاهی از جمله جانداران مدل رشادی و شب‌بویان یافت می‌شود. بیان چنین ژن‌هایی برای تعیین اینکه آیا یک گونه قادر به فراانباشتگر است یا خیر استفاده می‌شود. بیان ژن‌های اچ‌ای (HA) ظرفیت جذب و جداسازی فلزاتی مانند آرسنیک، کبالت، آهن، مس، کادمیوم، سرب، جیوه، سلنیم، منگنز، روی، مولیبدن و نیکل را در ۱۰۰ تا ۱۰۰۰ برابر غلظت موجود در گونه‌ها یا جمعیت‌های خواهر به گیاه می‌دهد.
توانایی فراانباشتگر توسط دو عامل اصلی تعیین می‌شود: قرار گرفتن در معرض محیطی و بیان خانواده ژن زیپ (ZIP). اگرچه آزمایش‌ها نشان داده‌اند که فراانباشتگر به قرار گرفتن در معرض محیط بستگی دارد (یعنی فقط گیاهانی که در معرض فلز هستند با غلظت‌های بالایی از آن فلز مشاهده می‌شوند)، فراانباشتگر در نهایت به حضور و تنظیم مثبت ژن‌های درگیر با آن فرایند بستگی دارد. نشان داده شده است که ظرفیت‌های انباشتگی را می‌توان در نوکائه سبزآبی و دیگران به ارث برد. از آنجایی که تنوع زیادی در میان گونه‌های فراانباشتگر وجود دارد که در میان خانواده‌های گیاهی مختلف قرار دارند، این احتمال وجود دارد که ژن‌های اچ‌ای به‌طور معمول برای آن انتخاب شده باشند. در اکثر گیاهان فراانباشتگر، عملکرد اصلی برای انتقال فلز، پروتئین‌های کدگذاری شده توسط ژن‌های خانواده زیپ هستند، با این حال خانواده‌های دیگری مانند خانواده‌های ام‌تی‌پی (MTP)، اچ‌ام‌ای (HMA)، وای‌اس‌ای (YSL) و ام‌ای‌تی‌ئی (MATE) نیز درگیر هستند. خانواده ژن زیپ یک خانواده ژن جدید و مخصوص گیاه است که ناقل‌های آهن، منگنز، کادمیوم و روی را رمزگذاری می‌کند. خانواده زیپ در تأمین روی به متالوپروتئین‌ها نقش دارد.

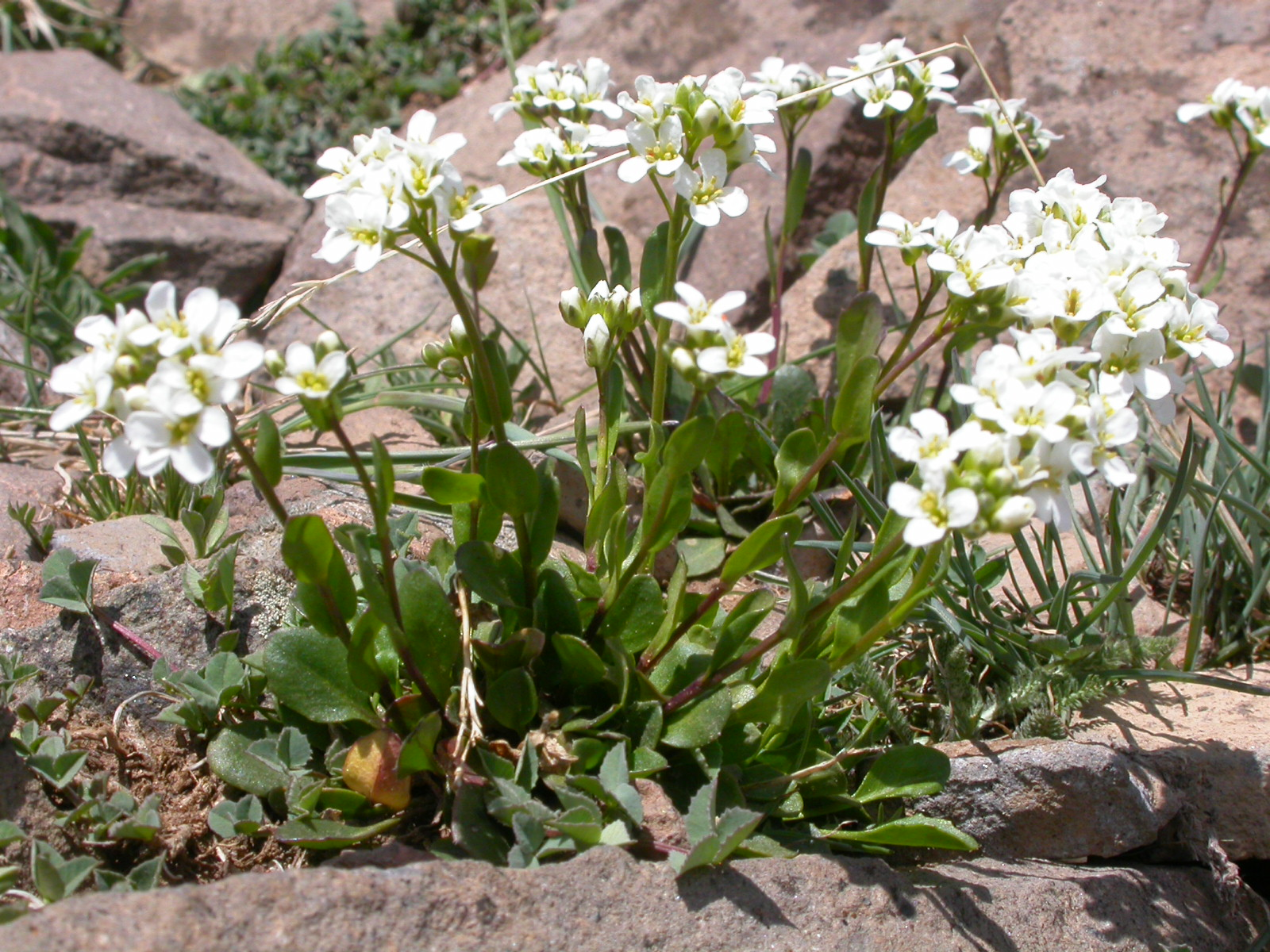
نوکائه فندلر گلاکو (Noccaea fendleri) یک فراانباشتگر نیکل است.

در یک مطالعه روی رشادی، مشخص شد که گیاه‌فلز رشادی هالری عضوی از خانواده زیپ است که در گونه‌های خواهر غیرگیاه‌فلز بیان نمی‌شود. این ژن یک ناقل تنظیم‌شده آهن (IRT-پروتئین) بود که چندین ناقل اولیه درگیر با جذب سلولی کاتیون‌های بالاتر از گرادیان غلظت را کدگذاری می‌کرد. هنگامی که این ژن به مخمر منتقل شد، فراانباشتگری مشاهده شد. این نشان می‌دهد که بیان بیش از حد ژن‌های خانواده زیپ که حامل‌های کاتیونی را رمزگذاری می‌کنند، یک ویژگی ژنتیکی بارز انباشت است. خانواده ژن دیگری که در همه جا در فراانباشتگرها مشاهده شده است، خانواده‌های زدتی‌پی (ZTP) و زدان‌تی (ZNT) هستند. یک مطالعه بر روی نوکائه سبزآبی خانواده زدتی‌پی را به‌عنوان یک خانواده خاص گیاهی با تشابه توالی بالا با سایر ناقلان روی شناسایی کرد. هر دو خانواده زدتی‌پی و زدان‌تی، مانند خانواده زیپ، ناقل روی هستند. مشاهده شده است که در گونه‌های در حال فراانباشتگر، این ژن‌ها، به‌ویژه آلل‌های زدان‌تی یک (ZNT1) و زدان‌تی دو (ZNT2) به‌طور مزمن بیش از حد بیان می‌شوند.
در حالی که عملکرد دقیقی که توسط آن این ژن‌ها فراانباشتگر را تسهیل می‌کنند ناشناخته است، الگوهای بیان به‌شدت با ظرفیت فراانباشتگر فردی و قرار گرفتن در معرض فلز مرتبط است، که نشان می‌دهد این خانواده‌های ژنی نقش تنظیم‌کننده‌ای دارند. از آنجا که حضور و بیان خانواده‌های ژن ناقل روی در فراانباشتگرها بسیار شایع است، توانایی انباشت طیف متنوعی از فلزات سنگین به احتمال زیاد به‌دلیل ناتوانی ناقلان روی در تشخیص یون‌های فلزی خاص است. پاسخ گیاهان به فراانباشتگری هر فلز نیز از این نظریه پشتیبانی می‌کند زیرا مشاهده شده است که ای‌اچ‌اچ‌ام‌اچ‌ای سه (AhHMHA3) در افراد فراانباشتگر بیان می‌شود. مشخص شده است که ای‌اچ‌اچ‌ام‌اچ‌ای سه در پاسخ به سم‌زدایی و کمک به سم‌زدایی روی بیان می‌شود. در مطالعه دیگری، با استفاده از جمعیت‌های رشادی گیاه‌فلز و غیرگیاه‌فلز، تلاقی‌های پشتی نشان‌دهنده چندنمودی بین تحمل‌های کادمیوم و روی بود. این پاسخ نشان می‌دهد که گیاهان قادر به تشخیص فلزات خاص نیستند و فراانباشتگری احتمالاً نتیجه یک سیستم حمل‌ونقل بیش از حد روی است.
اثر کلی این الگوهای بیان برای کمک به سیستم‌های دفاعی گیاه فرض شده است. در یک فرضیه، «فرضیه دفاع عنصری»، ارائه شده توسط پوشنریدر، پیشنهاد شده است که بیان این ژن‌ها با سمی‌کردن بافت‌ها برای جاندارانی که سعی در تغذیه از آن گیاه دارند، به دفاع ضدگیاه‌خواری یا بیماری‌زا کمک می‌کند. فرضیه دیگری، «فرضیه مشترک» ارائه شده توسط بوید، نشان می‌دهد که بیان این ژن‌ها به دفاع سیستمیک کمک می‌کند.

## انتقال‌دهنده‌های فلزی
یکی از ویژگی‌های مهم گونه‌های گیاهی فراانباشتگر، انتقال بیشتر فلز جذب شده به ساقه است. سمیت فلزات توسط گونه‌های گیاهی که بومی خاک‌های فلزی هستند تحمل می‌شود. حذف، که در آن گیاهان در برابر جذب و انتقال بی‌رویه فلز مقاومت می‌کنند، و جذب و جداسازی، که در آن گیاهان مقادیر زیادی فلز را می‌گیرند و آن را به شاخساره منتقل می‌کنند، جایی که انباشته می‌شود، دو روش اساسی برای تحمل فلز هستند. فراانباشتگر گیاهانی هستند که هم تکنیک دوم و هم توانایی جذب بیش از ۱۰۰ برابر غلظت فلزات را نسبت به موجودات معمولی دارند.
نوکائه سبزآبی بیشتر در خاک‌های غنی از سرب و روی و همچنین سرپانتین‌ها و خاک‌های غیرمعدنی یافت می‌شود. کشف شد که این یک فراانباشتگر روی است. به‌دلیل توانایی آن در استخراج مقادیر زیادی فلزات سنگین از خاک. هنگامی که در خاک‌های با آلودگی خفیف رشد می‌کند، یک گونه نزدیک به هم، نوکائه کرمی (Noccaea ochroleuca)، یک گیاه مقاوم به فلزات سنگین است، اما روی بسیار کمتری نسبت به نوکائه سبزآبی در شاخساره‌ها انباشته می‌کند؛ بنابراین، نوکائه کرمی یک غیرفراانباشتگر و از همان خانواده نوکائه سبزآبی یک فراانباشتگر است. انتقال روی از ریشه به اندام هوایی بین این دو گونه متفاوت بود. نوکائه سبزآبی سطوح غلظت روی اندام هوایی/ریشه بسیار بالاتری نسبت به نوکائه کرمی داشت که همیشه غلظت روی بالاتری در ریشه داشت. هنگامی که روی منع شد، مقدار روی انباشته شده قبلاً در ریشه در نوکائه سبزآبی حتی بیشتر از نوکائه کرمی کاهش یافت، با افزایش همزمان مقدار روی در شاخه‌ها. کاهش روی در ریشه‌ها ممکن است بیشتر به‌دلیل انتقال به اندام هوایی باشد، زیرا حجم روی در اندام هوایی در همان بازه زمانی افزایش یافته است.
یک انتقال‌دهنده فلزات سنگین، سی‌دی‌ان‌ای (cDNA)، واسطه جذب یون روی (Zn2+) با میل ترکیبی بالا و جذب یون کادمیوم (Cd2+) با میل ترکیبی کم است. این ناقل در سطوح بسیار بالایی در ریشه و شاخساره فراانباشتگر بیان می‌شود. با توجه به (پنس و همکاران، ۱۹۹۹)، بیان بیش از حد یک ژن ناقل روی زدان‌تی یک، در بافت ریشه و ساقه جزء ضروری صفت فراانباشتگر روی در نوکائه سبزآبی است. نشان داده شده است که این افزایش بیان ژن مبنایی برای افزایش جذب روی ۲۱ (Zn21) از خاک در ریشه‌های نوکائه سبزآبی است و ممکن است همین فرایند زیربنای افزایش جذب روی ۲۱ به سلول‌های برگ باشد.